# Tabligbo
Tabligbo è una città del Togo, situato nella Regione Marittima; nel 2006 la popolazione totale era di 14.023.